# Mekka

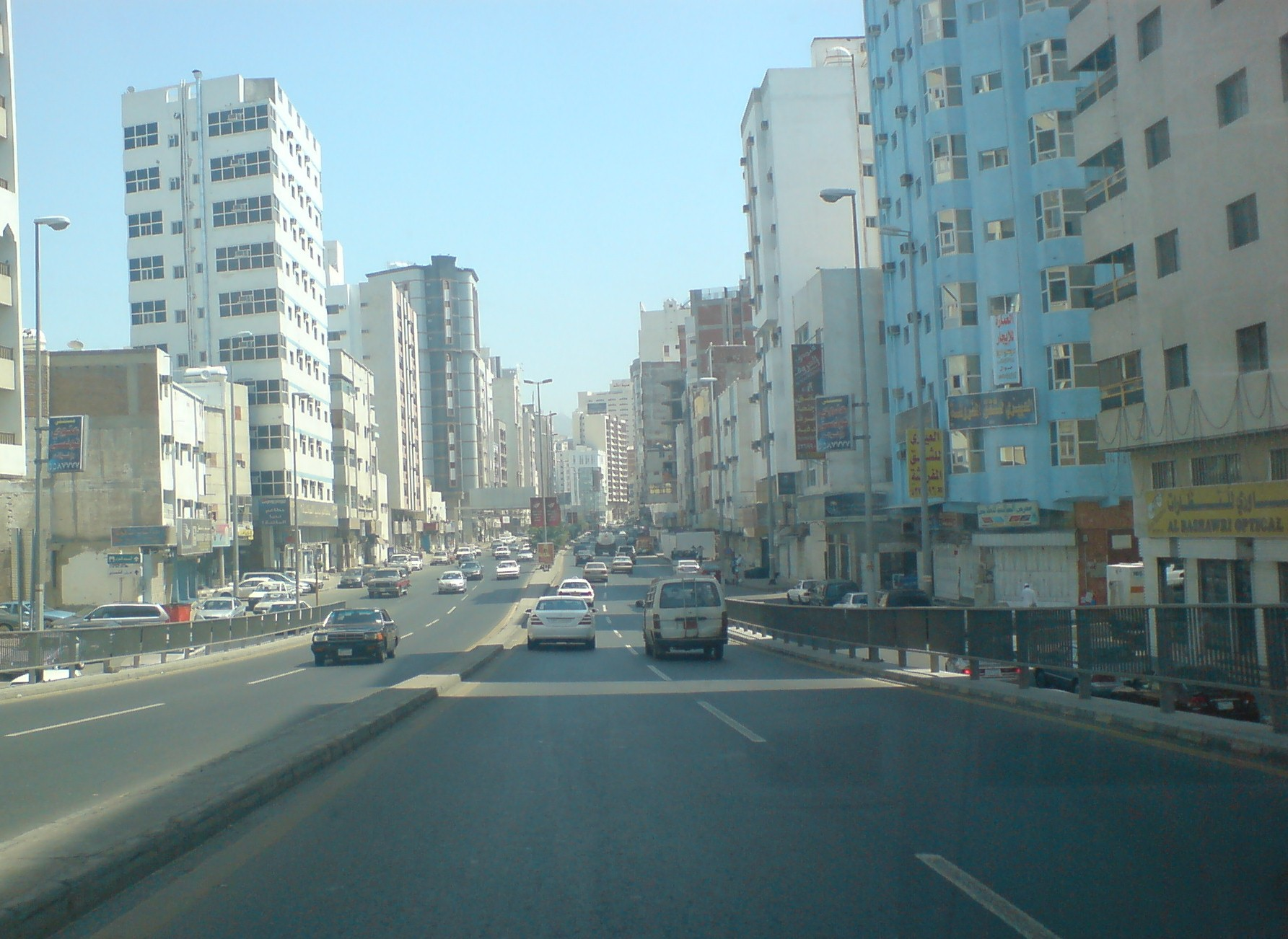
Ulica w Mekce

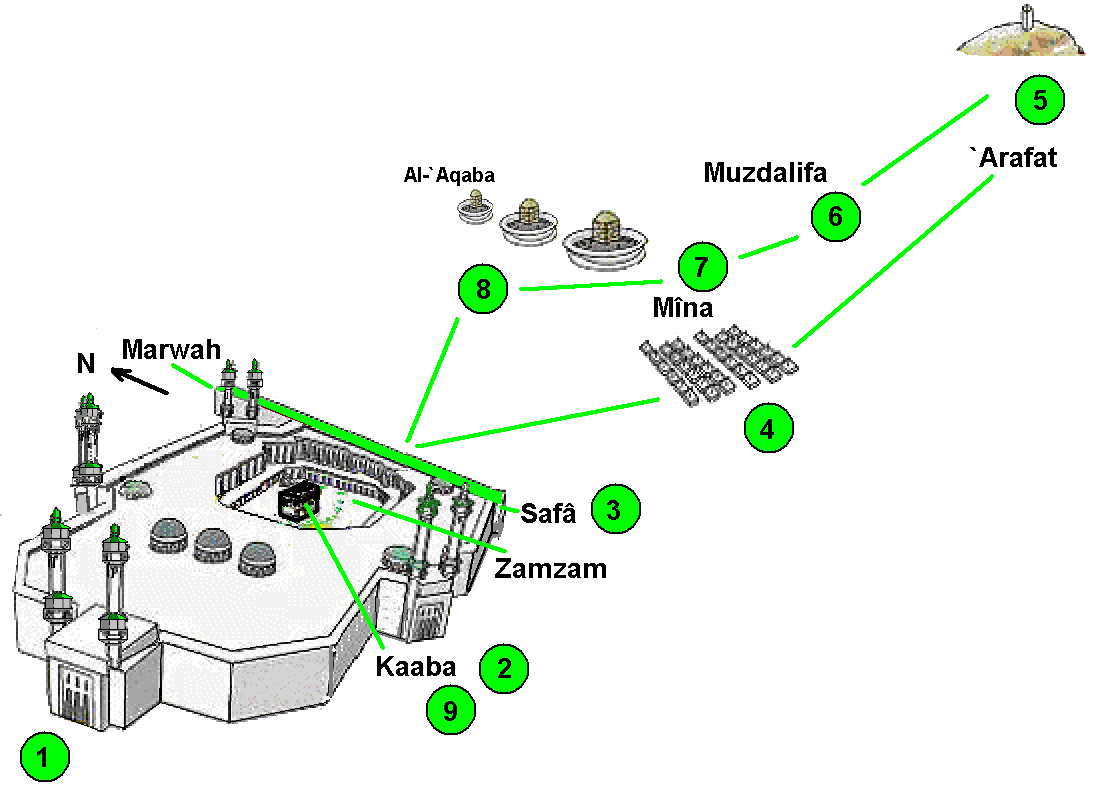
Trasa pielgrzymek

Mekka (arab. مكة, Makka) – miasto w zachodniej części Arabii Saudyjskiej, w krainie Hidżaz, u podnóża gór Dżabal al-Hidżaz, siedziba administracyjna prowincji Mekka. W 2010 roku liczyło ok. 1,5 mln mieszkańców.
Centrum religijne islamu i najświętsze miasto muzułmanów, dostępne tylko dla wyznawców tej religii. Według wyznawców islamu miejsce urodzenia Mahometa (w 571) oraz miejsce objawienia sur mekkańskich. Od powrotu proroka z Medyny w 630, cel pielgrzymek wszystkich muzułmanów z całego świata. Zarządzana przez członków rodziny kalifa Alego (Alidów), od 960 noszących tytuł szarifów. Szarifowie Mekki zachowywali niezależność od kalifatu, którą zdołali utrzymać także po włączeniu Mekki w skład imperium osmańskiego (1517). Od 1924 należy do Arabii Saudyjskiej.
W sensie przenośnym  „mekka” oznacza miejsce o szczególnie dogodnych warunkach do rozwoju jakichś zainteresowań, przyciągające szeregi miłośników, hobbystów i znawców jakiejś dziedziny.
W 2018 Mekkę odwiedziło 9,73 mln turystów z całego świata – była trzynastym najczęściej odwiedzanym miastem na świecie.

## Opis
Najważniejszym miejscem w mieście jest prostokątna, ceglana budowla w środku miasta, miejsce naznaczone przez Mahometa – Al-Kaba. Wokół tego sanktuarium wzniesiono meczet Al-Haram, mogący pomieścić jednocześnie 300 tysięcy wyznawców. Jest to najważniejsze miejsce dla muzułmanów.

### Zabytki
W Mekce powstało na przestrzeni dziejów wiele budynków o charakterze zabytkowym, w szczególności te związane z początkami islamu. Na przełomie XX i XXI wieku wiele z tych budynków zostało wyburzonych w celu zabudowania działek nowymi budowlami. Wyburzenia tłumaczone są koniecznością rozbudowy Wielkiego Meczetu, który jest celem pielgrzymek, choć istnieją także plany wyburzenia zabytkowych fragmentów meczetu w celu zastąpienia ich nowym budynkiem. Według szacunków Gulf Institute wyburzone zostało 95% zabytków, wśród nich m.in.:
- dom żony Mahometa (Chadidży), w miejscu którego zbudowano bibliotekę
- dom kalifa Abu Bakra, w miejscu którego zbudowano hotel
- grób matki Mahometa (Aminy)
- XVIII-wieczna cytadela, w miejscu którego wybudowano wieżowiec Mecca Royal Hotel Clock Tower (trzeci pod względem wysokości budynek świata; czwarty po oddaniu do użytku Merdeka 118)

Wyburzenia zabytków o charakterze religijnym wynikają z doktryny wahabizmu, odmiany islamu, która zabrania odstępstw od fundamentalnych zasad religii, takich jak czczenie obiektu lub osoby. Z tej zasady wynika umieszczona na domu rodzinnym Mahometa tablica informacyjna zakazująca w tym miejscu modlitw. Dom Mahometa znajduje się wśród budynków planowanych do wyburzenia, a w jego miejscu zbudowany zostanie pałac króla Abdullaha.

### Al-Kaba
Według podań, Al-Kaba to dzieło Adama, zaś Abraham i jego syn Izmael przebudowali ją na wzór Boskiego Domu w Niebie. Jest również uznawana za pierwszą na Ziemi budowlę wzniesiona przez człowieka. Wewnątrz są trzy 15-metrowe drewniane filary podtrzymujące strop, a ściany i wyłożoną marmurem podłogę oświetla kilka srebrnych i złotych lamp. Przez większą część roku sanktuarium pokrywa czarna tkanina (kiswa), wykonana z mieszanki bawełny i jedwabnego brokatu. W czasie dwutygodniowej przerwy w przyjmowaniu wiernych Al-Kaba zostaje przestrojona w białą materię. Gdy rozpoczyna się kolejny okres pielgrzymek, świątynię okrywa się nową kiswą.

#### Czarny kamień
W południowo-wschodnim narożniku Al-Kaby znajduje się czarny kamień (al-hadżar al-aswad), który jest celem hadżu – pielgrzymek milionów muzułmanów. Prawdopodobnie jest to meteoryt.

### Pielgrzymki
Odbycie pielgrzymki do Mekki jest piątym filarem islamu. Taka pielgrzymka (حج, hadżdż) dla muzułmanina jest obowiązkiem warunkowym. Oznacza to, że każdy muzułmanin powinien go wypełnić o ile jest do tego fizycznie zdolny, tzn. pozwala mu na to jego zdrowie i majątek. Ten, kto chciałby, lecz nie jest w stanie odbyć pielgrzymki, może wysłać w swoim imieniu zastępcę.
Pielgrzymka główna odbywa się w dniach 7–13 miesiąca zu al-hidżdża, (12 miesiąc kalendarza muzułmańskiego) według ściśle określonego rytuału. Po obmyciu się, mężczyźni zakładają specjalny strój, składający się z dwóch niezszytych ze sobą kawałków białego płótna. Na nogach pielgrzymi mogą nosić tylko sandały.
Cały dziedziniec potężnego meczetu Al-Masdżid al-Haram wypełniony jest pogrążonym w modlitwie tłumem o twarzach pełnych zachwytu, zamyślenia i refleksyjnego upojenia. Zdecydowana większość wiernych odwiedza to miejsce tylko raz w życiu. Liczba pielgrzymów jest dokładnie kontrolowana – w ciągu roku do Mekki może przyjechać określona grupa wyznawców z danego kraju. Trudno się tu dostać, a dla niemuzułmanów jest to wręcz niemożliwe. Muszą objeżdżać miasto. Ponadto na drogach do Mekki i w samym mieście są punkty kontrolne, mające powstrzymać intruzów przed zbliżaniem się do świętych miejsc.
Oprócz Al-Kaby bardzo ważnymi miejscami związanymi z pielgrzymką są studnia Zamzam, wzgórza Safa i Marwa i góra Arafat.

#### Bezpieczeństwo pielgrzymów
W czasie hadżu, 24 września 2015 roku zadeptanych zostało 717 pielgrzymów, a ponad 860 zostało ciężko rannych. W styczniu 2006 roku, zadeptanych zostało 364 pielgrzymów, a ponad trzystu zostało ciężko rannych. W roku 1997 zadeptanych zostało 340 pielgrzymów, a w roku 1994 – 270. Najwięcej, bo aż 1426 pielgrzymów zostało zadeptanych w czasie pielgrzymki w 1990 roku.
W roku 2006 nad bezpieczeństwem uczestników pielgrzymki czuwało około 50 tysięcy saudyjskich policjantów i wojskowych.
Częściowo przebudowano też jeden z głównych punktów marszu wiernych – most Dżamarat, gdzie co roku dochodziło do tratowania słabszych pielgrzymów.